# Arn (rivière)
Pour les articles homonymes, voir ARN (homonymie).
L'Arn est une rivière du Sud de la France qui coule dans les départements de l'Hérault et du Tarn. C'est un affluent du Thoré en rive droite, donc un sous-affluent de la Garonne par l'Agout, et par le Tarn.

## Géographie
De 55,7 km de longueur, l'Arn prend sa source dans le parc naturel régional du Haut-Languedoc massif de l'Espinouse commune de Fraisse-sur-Agout dans le département de l'Hérault passe par le lac des Saints-Peyres et barrage des Saints-Peyres et se jette dans le Thoré en rive droite, en aval de Mazamet dans le département du Tarn.

### Communes et cantons traversés
- Hérault : Le Soulié, La Salvetat-sur-Agout, Fraisse-sur-Agout, Riols.
- Tarn : Anglès, Le Vintrou, Saint-Amans-Valtoret, Bout-du-Pont-de-Larn, Pont-de-Larn

## Principaux affluents
- Le ruisseau de Nègeurieu : 10,4 km
- Le ruisseau de Banès de Cors : 7,9 km
- La Sème : 7,8 km
- Ruisseau de Peyroux : 5,5 km
- Ruisseau de la Moulière : 3,7 km
- Ruisseau du Bouyssou : 5,4 km

## Hydrologie

### L'Arn au Vintrou
Le débit de l'Arn a été observé pendant une période de 49 ans (1948-1996), au Vintrou, localité du département du Tarn, située à une dizaine de kilomètres du confluent avec le Thoré. La surface étudiée est de 129 km2, soit près de 90 % de la totalité du bassin versant de la rivière.
Le module de la rivière au Vintrou est de 4,57 m3/s.
L'Arn présente des fluctuations saisonnières de débit importantes, avec des hautes eaux d'hiver portant le débit mensuel moyen à des niveaux situés entre 6,40 et 8,55 m3/s, de décembre à avril inclus (maximum en février), et des basses eaux d'été, de juillet à début octobre, s'accompagnant d'une baisse du débit moyen mensuel allant jusque 0,608 m3/s au mois d'août (608 litres par seconde), ce qui reste assez acceptable.

### Étiage ou basses eaux
Cependant, le VCN3 peut chuter jusque 0,060 m3/s, en cas de période quinquennale sèche, soit 60 litres par seconde, ce qui doit être considéré comme très sévère, le cours d'eau perdant alors près de 99 % de son débit moyen.

### Crues
D'autre part, les crues peuvent être très importantes, surtout compte tenu de la taille très modeste de son bassin versant. La série des QIX n'a pas été calculée, mais la série des QJX l'a bien été. Les QJX 2 et QJX 5 valent respectivement 34 et 49 m3/s. Le QJX 10 ou débit journalier calculé de crue décennale est de 58 m3/s, le QJX 20 de 68 m3/s, tandis que le QJX 50 se monte à 80 m3/s.
Le débit journalier maximal enregistré durant cette période, a été de 86,7 m3/s le 14 décembre 1953. En comparant cette valeur à l'échelle des QJX de la rivière, l'on constate que cette crue était supérieure à la crue d'ordre cinquantennal définie par le QJX 50, et donc très exceptionnelle.

### Lame d'eau et débit spécifique
L'Arn est une rivière extrêmement abondante. La lame d'eau écoulée dans son bassin versant est de 1 123 millimètres annuellement, ce qui est plus de trois fois supérieur à la moyenne d'ensemble de la France (320 millimètres par an), mais est également largement supérieur à l'ensemble du bassin versant de la Garonne (384 millimètres par an) et de l'Agout (565 millimètres par an). Le débit spécifique (ou Qsp) atteint 35,4 litres par seconde et par kilomètre carré de bassin.